# Diocesi di Laï
La diocesi di Laï (in latino Dioecesis Laiensis) è una sede della Chiesa cattolica in Ciad suffraganea dell'arcidiocesi di N'Djamena. Nel 2023 contava 171.000 battezzati su 1.063.000 abitanti. È retta dal vescovo Nicolas Nadji Bab.

## Territorio
La diocesi comprende la provincia di Tandjilé in Ciad.
Sede vescovile è la città di Laï, dove si trova la cattedrale della Santa Famiglia.
Il territorio è suddiviso in 17 parrocchie.

## Storia
La diocesi è stata eretta il 28 novembre 1998 con la bolla Universalis in Ecclesia di papa Giovanni Paolo II, ricavandone il territorio dalle diocesi di Doba e di Moundou.

## Cronotassi dei vescovi
Si omettono i periodi di sede vacante non superiori ai 2 anni o non storicamente accertati.
- Miguel Ángel Sebastián Martínez, M.C.C.I. (28 novembre 1998 - 10 ottobre 2018 nominato vescovo di Sarh)
- Nicolas Nadji Bab, dal 14 dicembre 2019

## Statistiche
La diocesi nel 2023 su una popolazione di 1.063.000 persone contava 171.000 battezzati, corrispondenti al 16,1% del totale.
| anno | popolazione | popolazione | popolazione | presbiteri | presbiteri | presbiteri | presbiteri                | diaconi | religiosi | religiosi | parrocchie |
| anno | battezzati  | totale      | %           | numero     | secolari   | regolari   | battezzati per presbitero | diaconi | uomini    | donne     | parrocchie |
| ---- | ----------- | ----------- | ----------- | ---------- | ---------- | ---------- | ------------------------- | ------- | --------- | --------- | ---------- |
| 1999 | 104.000     | 453.854     | 22,9        | 12         | 9          | 3          | 8.666                     |         | 4         | 15        | 10         |
| 2000 | 110.000     | 520.000     | 21,2        | 18         | 12         | 6          | 6.111                     |         | 6         | 18        | 10         |
| 2002 | 112.000     | 552.977     | 20,3        | 19         | 14         | 5          | 5.894                     |         | 5         | 20        | 10         |
| 2003 | 103.895     | 560.000     | 18,6        | 18         | 16         | 2          | 5.771                     |         | 3         | 22        | 10         |
| 2004 | 100.000     | 574.000     | 17,4        | 19         | 14         | 5          | 5.263                     |         | 6         | 39        | 10         |
| 2013 | 120.000     | 740.000     | 16,2        | 27         | 21         | 6          | 4.444                     |         | 10        | 31        | 12         |
| 2016 | 138.254     | 799.521     | 17,3        | 28         | 22         | 6          | 4.937                     |         | 10        | 32        | 13         |
| 2019 | 140.760     | 879.750     | 16,0        | 36         | 28         | 8          | 3.910                     |         | 12        | 26        | 15         |
| 2021 | 166.553     | 1.036.511   | 16,1        | 34         | 27         | 7          | 4.898                     |         | 16        | 30        | 16         |
| 2023 | 171.000     | 1.063.000   | 16,1        | 34         | 27         | 7          | 5.029                     |         | 52        | 31        | 17         |